# Pro Bowl

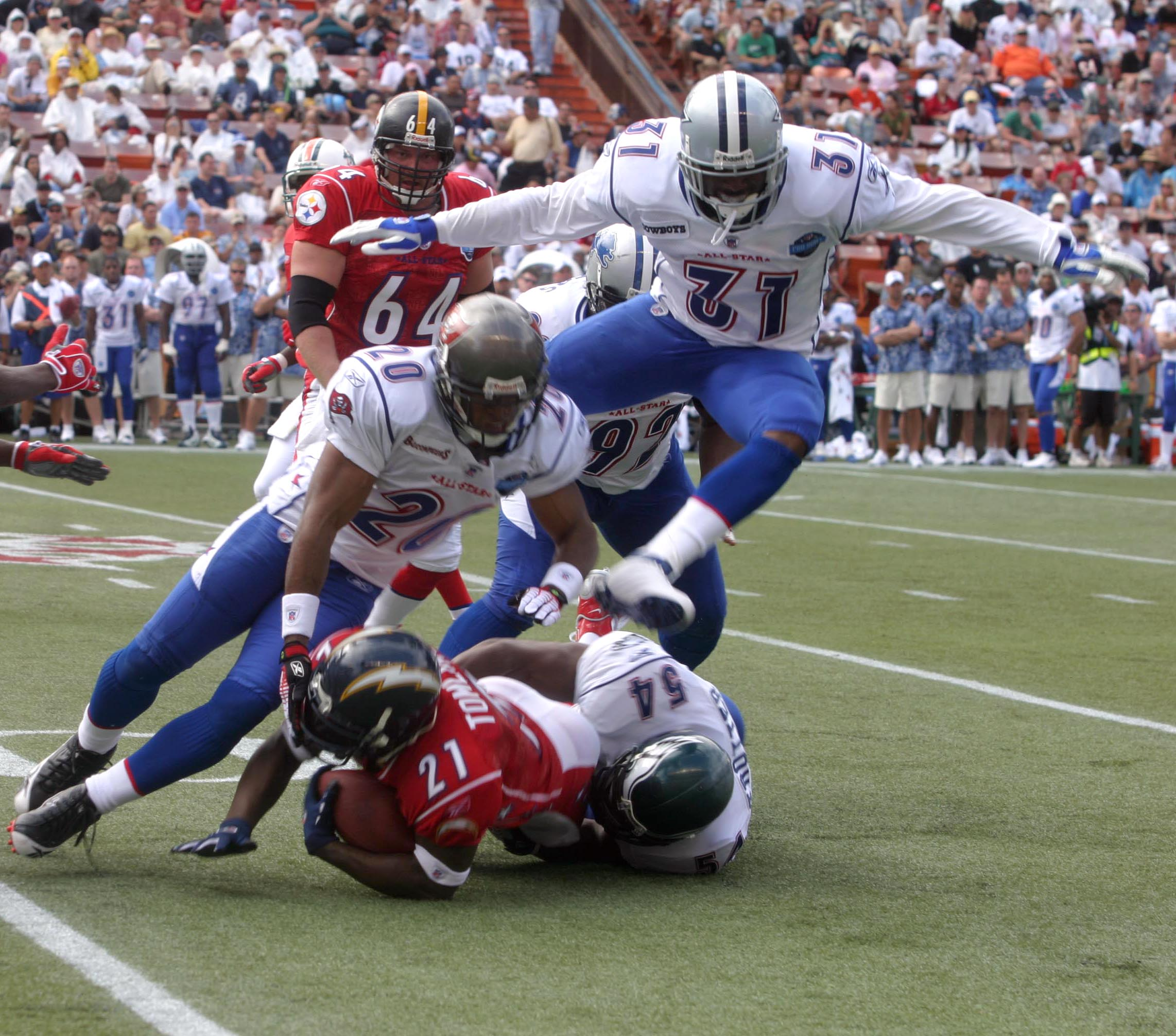
Tackling under Pro Bowl 2006.

Pro Bowl är en årlig allstar-match med spelare från den amerikanska proffsligan för amerikansk fotboll NFL. Den första matchen spelades 1939 i Los Angeles där NFL:s mästarna från 1938 års säsong New York Giants mötte ett lag med spelare från två oberoende lag från västkusten. Ytterligare fem matcher genomfördes fram till 1942 års säsong där NFL-mästaren mötte ett lag med spelare från andra NFL-lag. I och med USA:s inträde i andra världskriget infördes restriktioner för resande och matcherna upphörde. Traditionen återupptogs 1950 och det var då den fick namnet Pro Bowl. Den sponsrades av Los Angeles Publishers Association och matchen spelades mellan två lag med spelare från de två olika seriesystemen, American Football Conference och National Football Conference, .
De första 21 åren, mellan 1951 och 1972, spelades Pro Bowl i Los Angeles. Därefter varierade spelplatsen de närmaste 7 åren men mellan åren 1980 och 2009 spelades den på Aloha Stadium i Hawaii. År 2010 spelades matchen veckan före Super Bowl och på samma arena som det årets Super Bowl, Sun Life Stadium, Miami Dolphins hemmaplan. Därför var inga spelare som deltog i Super Bowl med. Följande tre år spelades matchen åter på Hawaii, fortfarande veckan före Super Bowl.
Fram till och med 2013 års Pro Bowl avgjordes matchen mellan lag ur de båda seriesystemen, där de båda lagen hade spelare från varsin konferens. Pro Bowl fick kritik av publiken för att matcherna spelades för oinspirerat. Systemet gjordes om och sedan 2014 är det en match mellan två utvalda hederstränare som måste vara invalda i Pro Football Hall of Fame. De får välja spelarna fritt ur en grupp nominerade från de båda seriesystemen varannan gång.